# Senser
Senser és un grup de rapcore polític format el 1989 al sud-oest de Londres a partir d'un grup d'afinitat.
La formació inicial estava composta per Nick Michaelson (guitarra), Heitham Al-Sayed (veu), Kerstin Haigh (veu), John Morgan (bateria), James Barrett (baix) i Alan «Hagos/Haggis» Haggarty (enginyer, productor, programador) i, el 1992, s'hi va incorporar el DJ de Spiral Tribe, Andy Clinton. El mateix any, la banda va girar amb el grup de rock psicodèlic Ozric Tentacles, i el 1995 ho va fer pels EUA amb Moby. El 1993, Senser va signar amb la discogràfica Ultimate Records.

## Membres

### Membres actuals
- Heitham Al-Sayed (veu principal i percussió, 1992–1995, 1999–actualitat)
- Nick Michaelson (guitarra, 1992–actualitat)
- James Barrett (baix, 1992–actualitat)
- John Morgan (bateria, 1992–1995, 1999-actualitat)
- Kerstin Haigh (veu/ flauta, 1992-2011, 2013-actualitat)

### Antics membres
- Alan «Hagos/Haggis» Haggarty (enginyeria i programació, 1992–1994, 1999–2004)
- Paul Soden (bateria, 1995–1999)
- Erika Footman (veu, 2013)
- Andy «Awe» Clinton (turntablism, 1992–2017)

## Discografia
- 1994: Stacked Up
- 1998: Asylum
- 2001: Parallel Charge (recopilatori)
- 2004: Schematic
- 2009: How To Do Battle
- 2011: Biting Rhymes EP, Impremta: inclou fundes hiphop[4]
- 2013: To The Capsules[5]